# Llista d'asteroides/176501-176600
| Nom      | Designació provisional | Data de descobriment   | Lloc de descobriment | Descobridor/s              |
| -------- | ---------------------- | ---------------------- | -------------------- | -------------------------- |
| 176501 - | 2001 YU13              | 17 de desembre de 2001 | Socorro              | LINEAR                     |
| 176502 - | 2001 YN14              | 17 de desembre de 2001 | Socorro              | LINEAR                     |
| 176503 - | 2001 YZ17              | 17 de desembre de 2001 | Socorro              | LINEAR                     |
| 176504 - | 2001 YV24              | 18 de desembre de 2001 | Socorro              | LINEAR                     |
| 176505 - | 2001 YF29              | 18 de desembre de 2001 | Socorro              | LINEAR                     |
| 176506 - | 2001 YO33              | 18 de desembre de 2001 | Socorro              | LINEAR                     |
| 176507 - | 2001 YL34              | 18 de desembre de 2001 | Socorro              | LINEAR                     |
| 176508 - | 2001 YQ46              | 18 de desembre de 2001 | Socorro              | LINEAR                     |
| 176509 - | 2001 YB49              | 18 de desembre de 2001 | Socorro              | LINEAR                     |
| 176510 - | 2001 YW50              | 18 de desembre de 2001 | Socorro              | LINEAR                     |
| 176511 - | 2001 YK59              | 18 de desembre de 2001 | Socorro              | LINEAR                     |
| 176512 - | 2001 YU59              | 18 de desembre de 2001 | Socorro              | LINEAR                     |
| 176513 - | 2001 YN63              | 18 de desembre de 2001 | Socorro              | LINEAR                     |
| 176514 - | 2001 YZ65              | 18 de desembre de 2001 | Socorro              | LINEAR                     |
| 176515 - | 2001 YM66              | 18 de desembre de 2001 | Socorro              | LINEAR                     |
| 176516 - | 2001 YC68              | 18 de desembre de 2001 | Socorro              | LINEAR                     |
| 176517 - | 2001 YY75              | 18 de desembre de 2001 | Socorro              | LINEAR                     |
| 176518 - | 2001 YD76              | 18 de desembre de 2001 | Socorro              | LINEAR                     |
| 176519 - | 2001 YY77              | 18 de desembre de 2001 | Socorro              | LINEAR                     |
| 176520 - | 2001 YF83              | 18 de desembre de 2001 | Socorro              | LINEAR                     |
| 176521 - | 2001 YP93              | 17 de desembre de 2001 | Kitt Peak            | Spacewatch                 |
| 176522 - | 2001 YQ93              | 17 de desembre de 2001 | Kitt Peak            | Spacewatch                 |
| 176523 - | 2001 YO111             | 18 de desembre de 2001 | Anderson Mesa        | LONEOS                     |
| 176524 - | 2001 YU118             | 18 de desembre de 2001 | Socorro              | LINEAR                     |
| 176525 - | 2001 YV118             | 18 de desembre de 2001 | Socorro              | LINEAR                     |
| 176526 - | 2001 YL121             | 17 de desembre de 2001 | Socorro              | LINEAR                     |
| 176527 - | 2001 YE124             | 17 de desembre de 2001 | Socorro              | LINEAR                     |
| 176528 - | 2001 YY137             | 22 de desembre de 2001 | Socorro              | LINEAR                     |
| 176529 - | 2001 YD152             | 19 de desembre de 2001 | Palomar              | NEAT                       |
| 176530 - | 2001 YZ153             | 19 de desembre de 2001 | Palomar              | NEAT                       |
| 176531 - | 2001 YK156             | 20 de desembre de 2001 | Palomar              | NEAT                       |
| 176532 - | 2002 AF2               | 5 de gener de 2002     | Vicques              | M. Ory                     |
| 176533 - | 2002 AP6               | 5 de gener de 2002     | Cima Ekar            | Asiago-DLR Asteroid Survey |
| 176534 - | 2002 AK10              | 4 de gener de 2002     | Haleakala            | NEAT                       |
| 176535 - | 2002 AA14              | 12 de gener de 2002    | Desert Eagle         | W. K. Y. Yeung             |
| 176536 - | 2002 AA15              | 6 de gener de 2002     | Socorro              | LINEAR                     |
| 176537 - | 2002 AA17              | 5 de gener de 2002     | Haleakala            | NEAT                       |
| 176538 - | 2002 AM27              | 5 de gener de 2002     | Anderson Mesa        | LONEOS                     |
| 176539 - | 2002 AU30              | 9 de gener de 2002     | Socorro              | LINEAR                     |
| 176540 - | 2002 AD50              | 9 de gener de 2002     | Socorro              | LINEAR                     |
| 176541 - | 2002 AR52              | 9 de gener de 2002     | Socorro              | LINEAR                     |
| 176542 - | 2002 AE72              | 8 de gener de 2002     | Socorro              | LINEAR                     |
| 176543 - | 2002 AR77              | 8 de gener de 2002     | Socorro              | LINEAR                     |
| 176544 - | 2002 AK81              | 9 de gener de 2002     | Socorro              | LINEAR                     |
| 176545 - | 2002 AM87              | 9 de gener de 2002     | Socorro              | LINEAR                     |
| 176546 - | 2002 AC89              | 9 de gener de 2002     | Socorro              | LINEAR                     |
| 176547 - | 2002 AQ90              | 12 de gener de 2002    | Socorro              | LINEAR                     |
| 176548 - | 2002 AX103             | 9 de gener de 2002     | Socorro              | LINEAR                     |
| 176549 - | 2002 AV108             | 9 de gener de 2002     | Socorro              | LINEAR                     |
| 176550 - | 2002 AS110             | 9 de gener de 2002     | Socorro              | LINEAR                     |
| 176551 - | 2002 AY115             | 9 de gener de 2002     | Socorro              | LINEAR                     |
| 176552 - | 2002 AG125             | 11 de gener de 2002    | Socorro              | LINEAR                     |
| 176553 - | 2002 AD126             | 11 de gener de 2002    | Socorro              | LINEAR                     |
| 176554 - | 2002 AA131             | 12 de gener de 2002    | Palomar              | NEAT                       |
| 176555 - | 2002 AE132             | 8 de gener de 2002     | Socorro              | LINEAR                     |
| 176556 - | 2002 AF134             | 9 de gener de 2002     | Socorro              | LINEAR                     |
| 176557 - | 2002 AZ136             | 9 de gener de 2002     | Socorro              | LINEAR                     |
| 176558 - | 2002 AV137             | 9 de gener de 2002     | Socorro              | LINEAR                     |
| 176559 - | 2002 AP138             | 9 de gener de 2002     | Socorro              | LINEAR                     |
| 176560 - | 2002 AW140             | 13 de gener de 2002    | Socorro              | LINEAR                     |
| 176561 - | 2002 AW143             | 13 de gener de 2002    | Socorro              | LINEAR                     |
| 176562 - | 2002 AW146             | 13 de gener de 2002    | Socorro              | LINEAR                     |
| 176563 - | 2002 AT154             | 14 de gener de 2002    | Socorro              | LINEAR                     |
| 176564 - | 2002 AX158             | 13 de gener de 2002    | Socorro              | LINEAR                     |
| 176565 - | 2002 AG161             | 13 de gener de 2002    | Socorro              | LINEAR                     |
| 176566 - | 2002 AZ180             | 5 de gener de 2002     | Palomar              | NEAT                       |
| 176567 - | 2002 AU184             | 8 de gener de 2002     | Palomar              | NEAT                       |
| 176568 - | 2002 AU188             | 10 de gener de 2002    | Palomar              | NEAT                       |
| 176569 - | 2002 AW190             | 11 de gener de 2002    | Socorro              | LINEAR                     |
| 176570 - | 2002 AU208             | 12 de gener de 2002    | Palomar              | NEAT                       |
| 176571 - | 2002 BZ2               | 18 de gener de 2002    | Anderson Mesa        | LONEOS                     |
| 176572 - | 2002 BN12              | 20 de gener de 2002    | Kitt Peak            | Spacewatch                 |
| 176573 - | 2002 BC13              | 18 de gener de 2002    | Socorro              | LINEAR                     |
| 176574 - | 2002 BU15              | 19 de gener de 2002    | Socorro              | LINEAR                     |
| 176575 - | 2002 CS1               | 3 de febrer de 2002    | Palomar              | NEAT                       |
| 176576 - | 2002 CE5               | 4 de febrer de 2002    | Palomar              | NEAT                       |
| 176577 - | 2002 CB17              | 6 de febrer de 2002    | Socorro              | LINEAR                     |
| 176578 - | 2002 CF32              | 6 de febrer de 2002    | Socorro              | LINEAR                     |
| 176579 - | 2002 CX39              | 4 de febrer de 2002    | Haleakala            | NEAT                       |
| 176580 - | 2002 CP49              | 3 de febrer de 2002    | Haleakala            | NEAT                       |
| 176581 - | 2002 CZ63              | 6 de febrer de 2002    | Socorro              | LINEAR                     |
| 176582 - | 2002 CP77              | 7 de febrer de 2002    | Socorro              | LINEAR                     |
| 176583 - | 2002 CY87              | 7 de febrer de 2002    | Socorro              | LINEAR                     |
| 176584 - | 2002 CA116             | 13 de febrer de 2002   | Socorro              | LINEAR                     |
| 176585 - | 2002 CK121             | 7 de febrer de 2002    | Socorro              | LINEAR                     |
| 176586 - | 2002 CY123             | 7 de febrer de 2002    | Socorro              | LINEAR                     |
| 176587 - | 2002 CG134             | 7 de febrer de 2002    | Socorro              | LINEAR                     |
| 176588 - | 2002 CY139             | 8 de febrer de 2002    | Socorro              | LINEAR                     |
| 176589 - | 2002 CB159             | 7 de febrer de 2002    | Socorro              | LINEAR                     |
| 176590 - | 2002 CB162             | 8 de febrer de 2002    | Socorro              | LINEAR                     |
| 176591 - | 2002 CZ172             | 8 de febrer de 2002    | Socorro              | LINEAR                     |
| 176592 - | 2002 CS175             | 10 de febrer de 2002   | Socorro              | LINEAR                     |
| 176593 - | 2002 CB176             | 10 de febrer de 2002   | Socorro              | LINEAR                     |
| 176594 - | 2002 CA182             | 10 de febrer de 2002   | Socorro              | LINEAR                     |
| 176595 - | 2002 CC238             | 11 de febrer de 2002   | Socorro              | LINEAR                     |
| 176596 - | 2002 CV245             | 11 de febrer de 2002   | Socorro              | LINEAR                     |
| 176597 - | 2002 CO246             | 15 de febrer de 2002   | Kitt Peak            | Spacewatch                 |
| 176598 - | 2002 CJ281             | 8 de febrer de 2002    | Kitt Peak            | Spacewatch                 |
| 176599 - | 2002 CZ294             | 10 de febrer de 2002   | Socorro              | LINEAR                     |
| 176600 - | 2002 CU310             | 8 de febrer de 2002    | Socorro              | LINEAR                     |